# Lista de organizações nacionalistas brancas
A seguir está a lista de organizações nacionalistas brancas bem conhecidas, grupos e mídia relacionada:
O nacionalismo branco é uma ideologia política que defende uma definição racial de identidade nacional para pessoas brancas; alguns nacionalistas brancos defendem um estado-nação totalmente branco separado. O separatismo branco e a supremacia branca são subgrupos dentro do nacionalismo branco. Os primeiros buscam um estado-nação branco separado, enquanto os últimos acrescentam ideias do darwinismo social e do nacional-socialismo à sua ideologia. Alguns líderes de organizações nacionalistas brancas afirmam que são em sua maioria separatistas, e apenas um número menor é supremacista. Ambas as escolas de pensamento geralmente evitam o termo supremacia, dizendo que tem conotações negativas.

## Meios de comunicação

### Fóruns de nacionalistas brancos
- The Daily Stormer, um jornal on-line neonazista e antissemita que recebeu o nome do tablóide nazista Der Stürmer.
- Podblanc, um site de compartilhamento de vídeos antissemita e supremacista branco [3]. Seu fundador, Craig Cobb, o projetou como uma alternativa ao YouTube, que Cobb chama de "Tube judeu" devido à sua política de proibição de conteúdo racista e antissemita.[3]
- Stormfront é um fórum de internet antissemita e nacionalista branco.
- Metapedia, uma enciclopédia online nacionalista branca, semelhante à Wikipedia.
- Redwatch, um site neonazista e antissemita britânico.
- Vanguard News Network, um site antissemita e supremacista branco.
- VDARE, um site anti-imigração e supremacista branco.

### Programas de rádio nacionalistas brancos
- The Derek Black Show era um programa de rádio nacionalista branco que era transmitido cinco vezes por semana da estação de rádio WPBR-AM de Lake Worth, Flórida. Derek Black é filho de Don Black, o fundador do grande fórum de discussão nacionalista branco chamado Stormfront.[4] Stormfront e Black agora estão localizados na rede de rádio Jeff Rense.
- Hal Turner dirigia a agora extinta Hal Turner Radio Network e o site.

## África

### África do Sul
- Afrikaner Weerstandsbeweging, (em inglês:  Afrikaner Resistance Movement) (AWB) é uma organização política secessionista de extrema-direita sul-africana [5]. O AWB está comprometido com a criação de uma república Boer - Afrikaner independente ou " Volkstaat/Boerestaat " na África do Sul.[6]
- Blanke Bevrydingsbeweging (Inglês: White Liberation Movement ) (BBB). O BBB, fundado em 1985 e banido pelo regime do Apartheid em 1988, buscava uma África do Sul branca pelo afastamento da população negra.
- Herstigte Nasionale Party (Inglês: Partido Nacional Reconstituído). Um partido de extrema-direita que apoia o nacionalismo africânder [7] e um retorno ao apartheid.
- Movimento nacional socialista gentio sul-africano, movimento nazista branco sul-africano que inicialmente começou como paramilitar. Ele foi renomeado como Partido dos Trabalhadores Brancos em 1949, mas foi dissolvido logo depois que muitos de seus membros desertaram para o Partido Herenigde Nasionale. O grupo é conhecido por organizar o Gryshemde (Camisas Cinzas), que foi considerado o equivalente nacional ao Sturmabteilung (Camisas Marrons) da Alemanha nazista.

### Zimbábue
- Partido dos Brancos da Rodésia

## Europa

### Reino Unido
- Blood & Honor é uma rede de promoção de música neonazista e um grupo político fundado em 1987 com links para o Combat 18 e composto por skinheads do poder branco e outros nacionalistas brancos. O grupo organiza shows de white power de bandas Rock Against Communism e distribui uma revista com o mesmo nome.[8]
- O Partido Nacional Britânico é um partido político de extrema direita formado como um grupo dissidente da Frente Nacional Britânica por John Tyndall em 1982. O BNP restringiu a filiação a pessoas que se referia como "indígenas caucasianos", excluindo efetivamente os não-brancos, até 2009, quando sua constituição foi contestada nos tribunais por motivos de discriminação racial.[9]
- National Front, um pequeno partido de extrema-direita que teve maior destaque na década de 1970.
- A Alternativa Patriótica é uma organização política nacionalista branca de extrema-direita britânica formada em setembro de 2019 por Mark Collett, um ex-membro do Partido Nacional Britânico.

### Rússia
- Grupo Rusich
- Movimento Imperial Russo
- Ordem da União Imperial Russa
- União Eslava
- Nacional Socialismo / Poder Branco
- Grande Rússia (partido político)
- Partido Nacional Socialista Russo
- União Nacional Russa
- Unidade Nacional Russa (2000)
- Unidade Nacional Russa
- Frente de Ação Revolucionária Nacional

## América

### América do Norte

#### Canadá
- A Aryan Guard foi fundada no final de 2006, mas não ganhou nenhuma atenção da mídia até 2007, quando os membros começaram uma campanha de panfletos visando imigrantes. Alguns desses panfletos foram sub-repticiamente colocados no jornal gratuito de artes e cultura de Calgary, "Fast Forward", por membros da Guarda Ariana. Os Amigos do Centro Simon Wiesenthal para Estudos do Holocausto suspeitam que o indivíduo responsável pelos aviadores pode ser Bill Noble, um neonazista conhecido pelas autoridades por seu ativismo racista online e que já foi acusado de acordo com a Seção 319 do Código Penal canadense para promoção intencional de ódio. O site da Guarda Ariana também está registrado em nome de Noble.[10][11]
- Canadian Heritage Alliance, é um grupo supremacista branco canadense fundado em Kitchener-Waterloo, Ontário.[12][13] O detetive Terry Murphy, da Unidade de Crimes de Ódio de Londres, alegou que o grupo tinha ligações com o Heritage Front e o Tri-City Skins, com sede em Kitchener / Waterloo / Cambridge.[14]
- Heritage Front, foi uma organização supremacista branca neonazista canadense [15] fundada em 1989 e dissolvida por volta de 2005.[16]
- Ku Klux Klan, começou a atividade em partes do Canadá na década de 1920 e durou até os dias modernos.[17]
- O Partido Nacional Socialista do Canadá, é um partido neonazista fundado em 2006 por Terry Tremaine  O partido usa uma bandeira com uma suástica vermelha em um campo azul.[18]
- Northern Order, uma organização terrorista neonazista.
- Tri-City Skins, foi um grupo de orgulho branco com sede em Ontário, ativo de 1997 a 2002 na área de Kitchener - Waterloo e Cambridge. James Scott Richardson era o membro mais visível do grupo e, em outubro de 2001, a polícia acreditava que Tri-City Skins tinha 25 membros no sudoeste de Ontário.[19][20]
- Western Canada for Us, foi um grupo nacionalista branco de Alberta fundado por Glenn Bahr e Peter Kouba no início de 2004.[21]
- O Western Guard Party, (fundado em 1972 como Western Guard ) foi um grupo supremacista branco baseado em Toronto, Canadá. Ela evoluiu a partir da Edmund Burke Society anticomunista de extrema-direita, fundada em 1967 por Don Andrews, Paul Fromm, Leigh Smith e Al Overfield.
- Os Leais Cavaleiros Brancos da Ku Klux Klan, é um suposto ramo da KKK operando em Chilliwack, BC. Em julho de 2017, um grupo que afirma ser da organização voa em gramados pela cidade.[22]

### América do Sul

#### Brasil
- Neuland (New Land) é um violento grupo neonazista ativo no Brasil desde o final da primeira década do século XXI.[23][24][25]

#### Uruguai
- Orgullo Skinhead, a Frente Nacional Revolucionária do Uruguai e o Poder Blanco foram três organizações neonazistas ativas no Uruguai no final dos anos 1990 e início dos anos 2000.[26]

## Oceânia

### Austrália
- Resistência antípoda
- Australianos contra a imigração adicional (1989-2008)
- Primeira Parte da Austrália
  - Patriotic Youth League (extinta; reconstituída como Eureka Youth League)
- Movimento Nacionalista Australiano (WA, 1980)
- Partido Nacional Socialista Australiano (fundado em 1962, incorporado ao Partido Nacional Socialista da Austrália)
- Aliança da Criatividade
- Partido Nacional Conservador de Fraser Anning (2019–2020)
- Southern Cross Hammerskins
- Ação Nacional (Austrália) (década de 1980)
- Rede Nacional Socialista (anos 2020)
- Partido Nacional Socialista da Austrália (1968-1970)
- Nova Guarda (década de 1930)
- Recupere a Austrália
- Resistência de Direita Austrália
- Equipe True Blue
- Frente dos Patriotas Unidos (2015–2017?)

### Nova Zelândia
- Partido Nacional Socialista da Nova Zelândia (histórico)
- Frente Nacional da Nova Zelândia (formada em 1977)
- Resistência de direita
- Aliança da Criatividade